# Karl-Heinz Höne
Karl-Heinz Höne (* 16. Mai 1924 in Osnabrück; † 13. Februar 2008 in Berlin) war ein deutscher Kantor, Kirchenmusikdirektor, Dozent und Komponist.

## Leben und Werk
Von 1940 bis 1942 war Höne Schüler der Katholischen Hochschule für Kirchenmusik St. Gregorius in Aachen mit den Hauptfächern Klavier und Violoncello. 1942 übernahm er die Leitung des Aachener Madrigalkreises. Von 1943 bis 1944 studierte er zwei Semester an der Musikhochschule Köln. Karl-Heinz Höne unterbrach sein Studium durch die Einberufung zum Kriegsdienst und geriet in Gefangenschaft. 1946 nahm er das Studium mit den Hauptfächern Komposition bei Philipp Jarnach und Dirigieren bei Günter Wand wieder auf. Zeitgleich gründete er den Aachener Kammerchor. Von 1947 bis 1949 war er ebenso Solo-Repetitor am Theater in Aachen. 1950 legte er das Kirchenmusiker-Examen an der Folkwangschule Essen ab.
Von 1951 bis 1962 war er als Kirchenmusiker in Krefeld tätig, ab 1954 ebenso als Dirigent des Chores und Kammerorchesters im Collegium musicum. Von 1957 bis 1959 studierte er Komposition bei Rudolf Petzold mit dem Abschluss der Künstlerischen Reifeprüfung an der Musikhochschule Köln. 1960 absolvierte Höne ein Dirigentenpraktikum bei Herbert von Karajan in Berlin. Von 1963 bis 1965 war er als Organist und Chorleiter in Aachen tätig, außerdem als Dirigent der Städtischen Orchestervereinigung in Eschweiler.
1965 wurde er Kantor und Kirchenmusikdirektor an der Johannes-Kirche in Osnabrück. Zusätzlich war er Dozent am Städtischen Konservatorium in Osnabrück, später fünf Jahre Musiklehrer an einem Osnabrücker Gymnasium und zuletzt als Dozent für Orgelspiel, Theorie und Chorleitung am Bischöflichen Kirchenmusik-Seminar in Osnabrück. Er war Mitinitiator der 1979 gegründeten Osnabrücker Kirchenmusiktage. 1986 ging Höne in den Ruhestand und wirkte als freischaffender Komponist. Er starb am 13. Februar 2008 in Berlin.

## Werke
Hönes Schaffen umfasst Solo-Lieder, Klavier-, Cembalo- und Orgelmusik, Messen, Kantaten, Kammermusik, Orchesterkompositionen und ein Violoncello-Konzert.
Seine Werke wurden in Deutschland, Frankreich, England, Amerika und Polen aufgeführt. Seine Lieder und Kammermusik wurden vom WDR und SDR gesendet.

## Schüler
Ehemalige Absolventen von Karl-Heinz Höne:
- Ludger Stühlmeyer, Kantor, Komponist und Musikwissenschaftler.